# Deuxième district congressionnel du Mississippi
Le 2e district congressionnel du Mississippi couvre une grande partie de l'ouest du Mississippi. Il comprend la majeure partie de Jackson, les villes riveraines de Greenville et Vicksburg et les villes commerçantes intérieures de Clarksdale, Greenwood et Clinton. Le district mesure environ 443 km de long, 290 km de large et borde le fleuve Mississippi ; il englobe une grande partie du delta du Mississippi et un total de 15 comtés et des parties de plusieurs autres. C'est le seul district à majorité noire de l'État. Avec un indice de vote CPVI de D+11, c'est également le seul district Démocrate du Mississippi.
Le district abrite quatre des huit collèges et universités publics de quatre ans du Mississippi : l'Alcorn State University à Lorman ; Delta State University à Cleveland ; Université d'État de Jackson à Jackson ; et la Mississippi Valley State University à Itta Bena, à quelques kilomètres à l'ouest de Greenwood. Tous, à l'exception de l'État du Delta, sont des HBCU et sont membres de la Southwestern Athletic Conference.
Le district est l'un des plus pauvres du Mississippi et du pays. avec 26,2 % de personnes vivant dans la pauvreté en 2017.
Le Représentant actuel du district est le Démocrate Bennie Thompson.

## Géographie
Le 2e district comprend l'intégralité des comtés suivants, à l'exception de Hinds et Madison, qu'il partage avec le 3e district. Le 2e district englobe tout le Comté de Hinds à l'exception d'une partie de l'est de Jackson, tandis que les communautés du Comté de Madison dans le district comprennent Kearney Park et la majeure partie de Canton, une partie de Gluckstadt et une partie de Flora (qui sont toutes partagées avec le 3e district).
| #   | Comté        | Siège                     | Population |
| --- | ------------ | ------------------------- | ---------- |
| 1   | Adams        | Natchez                   | 28 746     |
| 5   | Amite        | Liberty                   | 12 442     |
| 7   | Attala       | Kosciusko                 | 17 359     |
| 11  | Bolivar      | Cleveland, Rosedale       | 28 968     |
| 15  | Carroll      | Carrollton, Vaiden        | 9535       |
| 21  | Claiborne    | Port Gibson               | 8617       |
| 27  | Coahoma      | Clarksdale                | 20 077     |
| 29  | Copiah       | Hazlehurst                | 27 664     |
| 37  | Franklin     | Meadville                 | 7610       |
| 43  | Grenada      | Grenada                   | 21 065     |
| 49  | Hinds        | Jackson, Raymond          | 214 870    |
| 51  | Holmes       | Lexington                 | 15 777     |
| 53  | Humphreys    | Belzoni                   | 7216       |
| 55  | Issaquena    | Mayersville               | 1256       |
| 63  | Jefferson    | Fayette                   | 6941       |
| 79  | Leake        | Carthage                  | 21 258     |
| 83  | Leflore      | Greenwood                 | 26 378     |
| 89  | Madison      | Canton                    | 112 511    |
| 97  | Montgomery   | Winona                    | 9600       |
| 107 | Panola       | Batesville, Sardis        | 32 669     |
| 119 | Quitman      | Marks                     | 5546       |
| 125 | Sharkey      | Rolling Fork              | 3336       |
| 133 | Sunflower    | Indianola                 | 24 468     |
| 135 | Tallahatchie | Charleston, Sumner        | 11 837     |
| 143 | Tunica       | Tunica                    | 9234       |
| 149 | Warren       | Vicksburg                 | 42 298     |
| 151 | Washington   | Greenville                | 41 946     |
| 157 | Wilkinson    | Woodville                 | 8058       |
| 161 | Yalobusha    | Water Valley, Coffeeville | 12 386     |
| 163 | Yazoo        | Yazoo City                | 25 796     |

## Historique de vote
| Année | Poste            | Résultats               |
| ----- | ---------------- | ----------------------- |
| 2000  | Président        | Gore 59,0 % - 39,0 %    |
| 2004  | Président        | Kerry 57,0 % - 40,0 %   |
| 2008  | Président        | Obama 66,0 % - 34,0 %   |
| 2012  | Président        | Obama 66,0 % - 33,0 %   |
| 2016  | Président        | Clinton 64,0 % - 35,0 % |
| 2018  | Sénat            | Baria 61,0 % - 38,0 %   |
| 2018  | Sénat (Spéciale) | Espy 68,0 % - 32,0 %    |
| 2019  | Gouverneur       | Hood 66,0 % - 33,0 %    |
| 2020  | Président        | Biden 64,0 % - 35,0 %   |
| 2020  | Sénat            | Espy 66,0 % - 33,0 %    |

## Liste des Représentants du district
| Membre                          | Parti                        | Années                              | Congrès     | Histoire électorale | Zone géographique                     |
| ------------------------------- | ---------------------------- | ----------------------------------- | ----------- | --- | ------------------------------------- |
| District établit le 4 mars 1847 |                              |                                     |             | |                                       |
| Winfield S. Featherston (en)    | Démocrate                    | 4 mars 1847 - 3 mars 1851           | 30e , 31e   | Élu en 1846. Réélu en 1848. Perds sa réélection en tant que candidat du Southern Rights Party. |                                       |
| John A. Wilcox (en)             | Unioniste                    | 4 mars 1851 - 3 mars 1853           | 32e         | Élu en 1851. Perds sa réélection en tant que Whig. |                                       |
| William T. S. Barry (en)        | Démocrate                    | 4 mars 1853 - 3 mars 1855           | 33e         | Élu en 1853. Retrait pour se présenter à la Chambre des Représentants de l'État. |                                       |
| Hendley S. Bennett (en)         | Démocrate                    | 4 mars 1855 - 3 mars 1857           | 34e         | Élu en 1855. Perds sa renomination. |                                       |
| Reuben Davis (en)               | Démocrate                    | 4 mars 1857 - 12 janvier 1861       | 35e , 36e   | Élu en 1857. Réélu en 1859. Retrait à cause de la Guerre de Sécession. |                                       |
| Vacant                          | Vacant                       | 12 janvier 1861 - 23 février 1870   | 36e - 41e   | Guerre de Sécession et Reconstruction | Guerre de Sécession et Reconstruction |
| Joseph L. Morphis (en)          | Républicain                  | 23 février 1870 - 3 mars 1873       | 41e , 42e   | Élu en 1869 pour finir le mandat et réélu. Perds sa renomination. |                                       |
| Albert R. Howe (en)             | Républicain                  | 4 mars 1873 - 3 mars 1875           | 43e         | Élu en 1872. Perds sa réélection. |                                       |
| G. Wiley Wells (en)             | Républicain Indépendant (en) | 4 mars 1875 - 3 mars 1877           | 44e         | Élu en 1874. Retrait. |                                       |
| Van H. Manning (en)             | Démocrate                    | 4 mars 1877 - 3 mars 1883           | 45e - 47e   | Élu en 1876. Réélu en 1878. Réélu en 1880. Réélu en 1882 mais perds la contestation de son élection. |                                       |
| Vacant                          | Vacant                       | 4 mars 1883 - 25 juin 1884          | 48e         | |                                       |
| James R. Chalmers               | Indépendent                  | 25 juin 1884 - 3 mars 1885          | 48e         | Intronisé après avoir contesté l'élection de Van H. Manning. Perds sa réélection. |                                       |
| James B. Morgan (en)            | Démocrate                    | 4 mars 1885 - 3 mars 1891           | 49e - 51e   | Élu en 1884. Réélu en 1886. Réélu en 1888. Retrait. |                                       |
| John C. Kyle (en)               | Démocrate                    | 4 mars 1891 - 3 mars 1897           | 52e - 54e   | Élu en 1890. Réélu en 1892. Réélu en 1894. Retrait. |                                       |
| William V. Sullivan (en)        | Démocrate                    | 4 mars 1897 - 31 mai 1898           | 55e         | Élu en 1896. Démissionne lorsque nommé Sénateur des États-Unis. |                                       |
| Vacant                          | Vacant                       | 31 mai 1898 - 5 juillet 1898        | 55e         | |                                       |
| Thomas Spight (en)              | Démocrate                    | 5 juillet 1898 - 3 mars 1911        | 55e - 61e   | Élu pour terminer le mandat de Sullivan. Réélu en 1898. Réélu en 1900. Réélu en 1902. Réélu en 1904. Réélu en 1906. Réélu en 1908. Perds sa renomination. |                                       |
| Hubert D. Stephens (en)         | Démocrate                    | 4 mars 1911 - 3 mars 1921           | 62e - 66e   | Élu en 1910. Réélu en 1912. Réélu en 1914. Réélu en 1916. Réélu en 1918. Retrait. |                                       |
| Bill G. Lowrey (en)             | Démocrate                    | 4 mars 1921 - 3 mars 1929           | 67e - 70e   | Élu en 1920. Réélu en 1922. Réélu en 1924. Réélu en 1926. Perds sa renomination. |                                       |
| Wall Doxey (en)                 | Démocrate                    | 4 mars 1929 - 28 septembre 1941     | 71e - 77e   | Élu en 1928. Réélu en 1930. Réélu en 1932. Réélu en 1934. Réélu en 1936. Réélu en 1938. Réélu en 1940. Démissionne lorsqu'élu Sénateur des États-Unis. |                                       |
| Vacant                          | Vacant                       | 28 septembre 1941 - 4 novembre 1941 | 77e         | |                                       |
| Jamie Whitten (en)              | Démocrate                    | 4 novembre 1941 - 3 janvier 1973    | 77e - 92e   | Élu pour terminer le mandat de Doxey. Réélu en 1942. Réélu en 1944. Réélu en 1946. Réélu en 1948. Réélu en 1950. Réélu en 1952. Réélu en 1954. Réélu en 1956. Réélu en 1958. Réélu en 1960. Réélu en 1962. Réélu en 1964. Réélu en 1966. Réélu en 1968. Réélu en 1970. Redécoupage vers le 1er district. |                                       |
| David R. Bowen (en)             | Démocrate                    | 3 janvier 1973 - 3 janvier 1983     | 93e - 97e   | Élu en 1972. Réélu en 1974. Réélu en 1976. Réélu en 1978. Réélu en 1980. Retrait. |                                       |
| Webb Franklin (en)              | Républicain                  | 3 janvier 1983 - 3 janvier 1987     | 98e , 99e   | Élu en 1982. Réélu en 1984. Perds sa réélection. |                                       |
| Mike Espy                       | Démocrate                    | 3 janvier 1987 - 22 janvier 1993    | 100e - 103e | Élu en 1986. Réélu en 1988. Réélu en 1990. Réélu en 1992. Démissionne pour devenir Secrétaire à l'Agriculture. |                                       |
| Vacant                          | Vacant                       | 22 janvier 1993 - 13 avril 1993     | 103e        | |                                       |
| Bennie Thompson                 | Démocrate                    | 13 avril 1993                       | 103e - 118e | Élu pour terminer le mandat d'Espy. Réélu en 1994. Réélu en 1996. Réélu en 1998. Réélu en 2000. Réélu en 2002. Réélu en 2004. Réélu en 2006. Réélu en 2008. Réélu en 2010. Réélu en 2012. Réélu en 2014. Réélu en 2016. Réélu en 2018. Réélu en 2020. Réélu en 2022.                                     |                                       |
| Bennie Thompson                 | Démocrate                    | 13 avril 1993                       | 103e - 118e | Élu pour terminer le mandat d'Espy. Réélu en 1994. Réélu en 1996. Réélu en 1998. Réélu en 2000. Réélu en 2002. Réélu en 2004. Réélu en 2006. Réélu en 2008. Réélu en 2010. Réélu en 2012. Réélu en 2014. Réélu en 2016. Réélu en 2018. Réélu en 2020. Réélu en 2022.                                     | 2003–2013                             |
| Bennie Thompson                 | Démocrate                    | 13 avril 1993                       | 103e - 118e | Élu pour terminer le mandat d'Espy. Réélu en 1994. Réélu en 1996. Réélu en 1998. Réélu en 2000. Réélu en 2002. Réélu en 2004. Réélu en 2006. Réélu en 2008. Réélu en 2010. Réélu en 2012. Réélu en 2014. Réélu en 2016. Réélu en 2018. Réélu en 2020. Réélu en 2022.                                     | 2013–2023                             |
| Bennie Thompson                 | Démocrate                    | 13 avril 1993                       | 103e - 118e | Élu pour terminer le mandat d'Espy. Réélu en 1994. Réélu en 1996. Réélu en 1998. Réélu en 2000. Réélu en 2002. Réélu en 2004. Réélu en 2006. Réélu en 2008. Réélu en 2010. Réélu en 2012. Réélu en 2014. Réélu en 2016. Réélu en 2018. Réélu en 2020. Réélu en 2022.                                     | 2023–Présent                          |

## Résultats des récentes élections
Voici le résultat des dix précédents cycles électoraux dans le district

### 2004
| Élection de 2004 du 2e district congressionnel du Mississippi | Élection de 2004 du 2e district congressionnel du Mississippi | Élection de 2004 du 2e district congressionnel du Mississippi | Élection de 2004 du 2e district congressionnel du Mississippi | Élection de 2004 du 2e district congressionnel du Mississippi |
| ------------------------------------------------------------- | ------------------------------------------------------------- | ------------------------------------------------------------- | ------------------------------------------------------------- | ------------------------------------------------------------- |
| Parti                                                         | Parti                                                         | Candidat                                                      | Votes                                                         | %                                                             |
|                                                               | Démocrate                                                     | Bennie Thompson (sortant)                                     | 154 626                                                       | 58,38                                                         |
|                                                               | Républicain                                                   | Clinton B. LeSueur                                            | 107 647                                                       | 40,64                                                         |
|                                                               | Réforme                                                       | Shawn O'Hara                                                  | 2596                                                          | 0,98                                                          |
| Total des votes                                               | Total des votes                                               | Total des votes                                               | 264 869                                                       | 100%                                                          |
|                                                               | Les Démocrates conservent                                     |                                                               |                                                               |                                                               |

### 2006
| Élection de 2006 du 2e district congressionnel du Mississippi | Élection de 2006 du 2e district congressionnel du Mississippi | Élection de 2006 du 2e district congressionnel du Mississippi | Élection de 2006 du 2e district congressionnel du Mississippi | Élection de 2006 du 2e district congressionnel du Mississippi |
| ------------------------------------------------------------- | ------------------------------------------------------------- | ------------------------------------------------------------- | ------------------------------------------------------------- | ------------------------------------------------------------- |
| Parti                                                         | Parti                                                         | Candidat                                                      | Votes                                                         | %                                                             |
|                                                               | Démocrate                                                     | Bennie Thompson (sortant)                                     | 100 168                                                       | 64,27                                                         |
|                                                               | Républicain                                                   | Yvonne R. Brown                                               | 55 672                                                        | 35,73                                                         |
| Total des votes                                               | Total des votes                                               | Total des votes                                               | 155 832                                                       | 100%                                                          |
|                                                               | Les Démocrates conservent                                     |                                                               |                                                               |                                                               |

### 2008
| Élection de 2008 du 2e district congressionnel du Mississippi | Élection de 2008 du 2e district congressionnel du Mississippi | Élection de 2008 du 2e district congressionnel du Mississippi | Élection de 2008 du 2e district congressionnel du Mississippi | Élection de 2008 du 2e district congressionnel du Mississippi |
| ------------------------------------------------------------- | ------------------------------------------------------------- | ------------------------------------------------------------- | ------------------------------------------------------------- | ------------------------------------------------------------- |
| Parti                                                         | Parti                                                         | Candidat                                                      | Votes                                                         | %                                                             |
|                                                               | Démocrate                                                     | Bennie Thompson (sortant)                                     | 201 606                                                       | 69,05                                                         |
|                                                               | Républicain                                                   | Richard Cook                                                  | 90 364                                                        | 30,95                                                         |
| Total des votes                                               | Total des votes                                               | Total des votes                                               | 291 970                                                       | 100%                                                          |
|                                                               | Les Démocrates conservent                                     |                                                               |                                                               |                                                               |

### 2010
| Élection de 2010 du 2e district congressionnel du Mississippi | Élection de 2010 du 2e district congressionnel du Mississippi | Élection de 2010 du 2e district congressionnel du Mississippi | Élection de 2010 du 2e district congressionnel du Mississippi | Élection de 2010 du 2e district congressionnel du Mississippi |
| ------------------------------------------------------------- | ------------------------------------------------------------- | ------------------------------------------------------------- | ------------------------------------------------------------- | ------------------------------------------------------------- |
| Parti                                                         | Parti                                                         | Candidat                                                      | Votes                                                         | %                                                             |
|                                                               | Démocrate                                                     | Bennie Thompson (sortant)                                     | 105 327                                                       | 61,47                                                         |
|                                                               | Républicain                                                   | Bill Marcy                                                    | 64 499                                                        | 37,64                                                         |
|                                                               | Réforme                                                       | Ashley Norwood                                                | 1530                                                          | 0,89                                                          |
| Total des votes                                               | Total des votes                                               | Total des votes                                               | 171 356                                                       | 100%                                                          |
|                                                               | Les Démocrates conservent                                     |                                                               |                                                               |                                                               |

### 2012
| Élection de 2012 du 2e district congressionnel du Mississippi | Élection de 2012 du 2e district congressionnel du Mississippi | Élection de 2012 du 2e district congressionnel du Mississippi | Élection de 2012 du 2e district congressionnel du Mississippi | Élection de 2012 du 2e district congressionnel du Mississippi |
| ------------------------------------------------------------- | ------------------------------------------------------------- | ------------------------------------------------------------- | ------------------------------------------------------------- | ------------------------------------------------------------- |
| Parti                                                         | Parti                                                         | Candidat                                                      | Votes                                                         | %                                                             |
|                                                               | Démocrate                                                     | Bennie Thompson (sortant)                                     | 214 978                                                       | 67,13                                                         |
|                                                               | Républicain                                                   | Bill Marcy                                                    | 99 160                                                        | 30,96                                                         |
|                                                               | Indépendant                                                   | Cobby Williams                                                | 4605                                                          | 1,44                                                          |
|                                                               | Réforme                                                       | Lajena Williams                                               | 1501                                                          | 0,47                                                          |
| Total des votes                                               | Total des votes                                               | Total des votes                                               | 320 244                                                       | 100%                                                          |
|                                                               | Les Démocrates conservent                                     |                                                               |                                                               |                                                               |

### 2014
| Élection de 2014 du 2e district congressionnel du Mississippi | Élection de 2014 du 2e district congressionnel du Mississippi | Élection de 2014 du 2e district congressionnel du Mississippi | Élection de 2014 du 2e district congressionnel du Mississippi | Élection de 2014 du 2e district congressionnel du Mississippi |
| ------------------------------------------------------------- | ------------------------------------------------------------- | ------------------------------------------------------------- | ------------------------------------------------------------- | ------------------------------------------------------------- |
| Parti                                                         | Parti                                                         | Candidat                                                      | Votes                                                         | %                                                             |
|                                                               | Démocrate                                                     | Bennie Thompson (sortant)                                     | 100 688                                                       | 67,7                                                          |
|                                                               | Indépendant                                                   | Troy Ray                                                      | 36 465                                                        | 24,5                                                          |
|                                                               | Réforme                                                       | Shelley Shoemake                                              | 11 493                                                        | 7,7                                                           |
| Total des votes                                               | Total des votes                                               | Total des votes                                               | 148 646                                                       | 100%                                                          |
|                                                               | Les Démocrates conservent                                     |                                                               |                                                               |                                                               |

### 2016
| Élection de 2016 du 2e district congressionnel du Mississippi | Élection de 2016 du 2e district congressionnel du Mississippi | Élection de 2016 du 2e district congressionnel du Mississippi | Élection de 2016 du 2e district congressionnel du Mississippi | Élection de 2016 du 2e district congressionnel du Mississippi |
| ------------------------------------------------------------- | ------------------------------------------------------------- | ------------------------------------------------------------- | ------------------------------------------------------------- | ------------------------------------------------------------- |
| Parti                                                         | Parti                                                         | Candidat                                                      | Votes                                                         | %                                                             |
|                                                               | Démocrate                                                     | Bennie Thompson (sortant)                                     | 192 343                                                       | 67,1                                                          |
|                                                               | Républicain                                                   | John Bouie II                                                 | 83 542                                                        | 29,1                                                          |
|                                                               | Indépendant                                                   | Troy Ray                                                      | 6918                                                          | 2,4                                                           |
|                                                               | Réforme                                                       | Johnny McLeod                                                 | 3823                                                          | 1,3                                                           |
| Total des votes                                               | Total des votes                                               | Total des votes                                               | 286 626                                                       | 100%                                                          |
|                                                               | Les Démocrates conservent                                     |                                                               |                                                               |                                                               |

### 2018
| Élection de 2018 du 2e district congressionnel du Mississippi | Élection de 2018 du 2e district congressionnel du Mississippi | Élection de 2018 du 2e district congressionnel du Mississippi | Élection de 2018 du 2e district congressionnel du Mississippi | Élection de 2018 du 2e district congressionnel du Mississippi |
| ------------------------------------------------------------- | ------------------------------------------------------------- | ------------------------------------------------------------- | ------------------------------------------------------------- | ------------------------------------------------------------- |
| Parti                                                         | Parti                                                         | Candidat                                                      | Votes                                                         | %                                                             |
|                                                               | Démocrate                                                     | Bennie Thompson (sortant)                                     | 158 921                                                       | 71,8                                                          |
|                                                               | Indépendant                                                   | Troy Ray                                                      | 48 104                                                        | 21,7                                                          |
|                                                               | Réforme                                                       | Irving Harris                                                 | 14 354                                                        | 6,5                                                           |
| Total des votes                                               | Total des votes                                               | Total des votes                                               | 221 379                                                       | 100%                                                          |
|                                                               | Les Démocrates conservent                                     |                                                               |                                                               |                                                               |

### 2020
| Élection de 2020 du 2e district congressionnel du Mississippi | Élection de 2020 du 2e district congressionnel du Mississippi | Élection de 2020 du 2e district congressionnel du Mississippi | Élection de 2020 du 2e district congressionnel du Mississippi | Élection de 2020 du 2e district congressionnel du Mississippi |
| ------------------------------------------------------------- | ------------------------------------------------------------- | ------------------------------------------------------------- | ------------------------------------------------------------- | ------------------------------------------------------------- |
| Parti                                                         | Parti                                                         | Candidat                                                      | Votes                                                         | %                                                             |
|                                                               | Démocrate                                                     | Bennie Thompson (sortant)                                     | 196 331                                                       | 66,2                                                          |
|                                                               | Républicain                                                   | Brian Flowers                                                 | 101 037                                                       | 33,9                                                          |
| Total des votes                                               | Total des votes                                               | Total des votes                                               | 297 368                                                       | 100%                                                          |
|                                                               | Les Démocrates conservent                                     |                                                               |                                                               |                                                               |

### 2022
| Primaire Démocrate de 2022 du 2e district congressionnel du Mississippi | Primaire Démocrate de 2022 du 2e district congressionnel du Mississippi | Primaire Démocrate de 2022 du 2e district congressionnel du Mississippi | Primaire Démocrate de 2022 du 2e district congressionnel du Mississippi | Primaire Démocrate de 2022 du 2e district congressionnel du Mississippi |
| ----------------------------------------------------------------------- | ----------------------------------------------------------------------- | ----------------------------------------------------------------------- | ----------------------------------------------------------------------- | ----------------------------------------------------------------------- |
| Parti                                                                   | Parti                                                                   | Candidat                                                                | Votes                                                                   | %                                                                       |
|                                                                         | Démocrate                                                               | Bennie Thompson (sortant)                                               | 49 907                                                                  | 96,3                                                                    |
|                                                                         | Démocrate                                                               | Jerry Kerner                                                            | 1927                                                                    | 3,7                                                                     |

| Primaire Républicaine de 2022 du 2e district congressionnel du Mississippi | Primaire Républicaine de 2022 du 2e district congressionnel du Mississippi | Primaire Républicaine de 2022 du 2e district congressionnel du Mississippi | Primaire Républicaine de 2022 du 2e district congressionnel du Mississippi | Primaire Républicaine de 2022 du 2e district congressionnel du Mississippi |
| -------------------------------------------------------------------------- | -------------------------------------------------------------------------- | -------------------------------------------------------------------------- | -------------------------------------------------------------------------- | -------------------------------------------------------------------------- |
| Parti                                                                      | Parti                                                                      | Candidat                                                                   | Votes                                                                      | %                                                                          |
|                                                                            | Républicain                                                                | Brian Flowers                                                              | 6087                                                                       | 43,2                                                                       |
|                                                                            | Républicain                                                                | Ronald Eller                                                               | 4564                                                                       | 32,4                                                                       |
|                                                                            | Républicain                                                                | Michael Carson                                                             | 2966                                                                       | 21,0                                                                       |
|                                                                            | Républicain                                                                | Stanford Johnson                                                           | 487                                                                        | 3,5                                                                        |

| Second Tour de la Primaire Républicaine de 2022 du 2e district congressionnel du Mississippi | Second Tour de la Primaire Républicaine de 2022 du 2e district congressionnel du Mississippi | Second Tour de la Primaire Républicaine de 2022 du 2e district congressionnel du Mississippi | Second Tour de la Primaire Républicaine de 2022 du 2e district congressionnel du Mississippi | Second Tour de la Primaire Républicaine de 2022 du 2e district congressionnel du Mississippi |
| -------------------------------------------------------------------------------------------- | -------------------------------------------------------------------------------------------- | -------------------------------------------------------------------------------------------- | -------------------------------------------------------------------------------------------- | -------------------------------------------------------------------------------------------- |
| Parti                                                                                        | Parti                                                                                        | Candidat                                                                                     | Votes                                                                                        | %                                                                                            |
|                                                                                              | Républicain                                                                                  | Brian Flowers                                                                                | 6224                                                                                         | 58,5                                                                                         |
|                                                                                              | Républicain                                                                                  | Ronald Eller                                                                                 | 4418                                                                                         | 41,5                                                                                         |

| Élection de 2022 du 2e district congressionnel du Mississippi | Élection de 2022 du 2e district congressionnel du Mississippi | Élection de 2022 du 2e district congressionnel du Mississippi | Élection de 2022 du 2e district congressionnel du Mississippi | Élection de 2022 du 2e district congressionnel du Mississippi |
| ------------------------------------------------------------- | ------------------------------------------------------------- | ------------------------------------------------------------- | ------------------------------------------------------------- | ------------------------------------------------------------- |
| Parti                                                         | Parti                                                         | Candidat                                                      | Votes                                                         | %                                                             |
|                                                               | Démocrate                                                     | Bennie Thompson (sortant)                                     | 108 285                                                       | 60,10                                                         |
|                                                               | Républicain                                                   | Brian Flowers                                                 | 71 884                                                        | 39,90                                                         |
| Total des votes                                               | Total des votes                                               | Total des votes                                               | 180 169                                                       | 100%                                                          |
|                                                               | Les Démocrates conservent                                     |                                                               |                                                               |                                                               |

### 2024
| Primaire Démocrate de 2022 du 2e district congressionnel du Mississippi | Primaire Démocrate de 2022 du 2e district congressionnel du Mississippi | Primaire Démocrate de 2022 du 2e district congressionnel du Mississippi | Primaire Démocrate de 2022 du 2e district congressionnel du Mississippi | Primaire Démocrate de 2022 du 2e district congressionnel du Mississippi |
| ----------------------------------------------------------------------- | ----------------------------------------------------------------------- | ----------------------------------------------------------------------- | ----------------------------------------------------------------------- | ----------------------------------------------------------------------- |
| Parti                                                                   | Parti                                                                   | Candidat                                                                | Votes                                                                   | %                                                                       |
|                                                                         | Démocrate                                                               | Bennie Thompson (sortant)                                               | 44 295                                                                  | 100%                                                                    |

| Primaire Républicaine de 2022 du 2e district congressionnel du Mississippi | Primaire Républicaine de 2022 du 2e district congressionnel du Mississippi | Primaire Républicaine de 2022 du 2e district congressionnel du Mississippi | Primaire Républicaine de 2022 du 2e district congressionnel du Mississippi | Primaire Républicaine de 2022 du 2e district congressionnel du Mississippi |
| -------------------------------------------------------------------------- | -------------------------------------------------------------------------- | -------------------------------------------------------------------------- | -------------------------------------------------------------------------- | -------------------------------------------------------------------------- |
| Parti                                                                      | Parti                                                                      | Candidat                                                                   | Votes                                                                      | %                                                                          |
|                                                                            | Républicain                                                                | Ronald Eller                                                               | 14 991                                                                     | 32,4                                                                       |
|                                                                            | Républicain                                                                | Andrew S. Smith                                                            | 11 493                                                                     | 35,5                                                                       |
|                                                                            | Républicain                                                                | Taylor Turcotte                                                            | 5675                                                                       | 17,5                                                                       |

| Second Tour de la Primaire Républicaine de 2022 du 2e district congressionnel du Mississippi | Second Tour de la Primaire Républicaine de 2022 du 2e district congressionnel du Mississippi | Second Tour de la Primaire Républicaine de 2022 du 2e district congressionnel du Mississippi | Second Tour de la Primaire Républicaine de 2022 du 2e district congressionnel du Mississippi | Second Tour de la Primaire Républicaine de 2022 du 2e district congressionnel du Mississippi |
| -------------------------------------------------------------------------------------------- | -------------------------------------------------------------------------------------------- | -------------------------------------------------------------------------------------------- | -------------------------------------------------------------------------------------------- | -------------------------------------------------------------------------------------------- |
| Parti                                                                                        | Parti                                                                                        | Candidat                                                                                     | Votes                                                                                        | %                                                                                            |
|                                                                                              | Républicain                                                                                  | Ronald Eller                                                                                 | 4837                                                                                         | 76,8                                                                                         |
|                                                                                              | Républicain                                                                                  | Andrew S. Smith                                                                              | 1459                                                                                         | 23,2                                                                                         |

| Élection de 2024 du 2e district congressionnel du Mississippi | Élection de 2024 du 2e district congressionnel du Mississippi | Élection de 2024 du 2e district congressionnel du Mississippi | Élection de 2024 du 2e district congressionnel du Mississippi | Élection de 2024 du 2e district congressionnel du Mississippi |
| ------------------------------------------------------------- | ------------------------------------------------------------- | ------------------------------------------------------------- | ------------------------------------------------------------- | ------------------------------------------------------------- |
| Parti                                                         | Parti                                                         | Candidat                                                      | Votes                                                         | %                                                             |
|                                                               | Démocrate                                                     | Bennie Thompson (sortant)                                     | TBD                                                           | TBD                                                           |
|                                                               | Républicain                                                   | Ronald Eller                                                  | TBD                                                           | TBD                                                           |
| Total des votes                                               | Total des votes                                               | Total des votes                                               | TBD                                                           | 100%                                                          |
|                                                               |                                                               |                                                               |                                                               |                                                               |